# Кладбище Святого креста (Калвер-Сити)
Кладбище Святого креста (англ. Holy Cross Cemetery) — римско-католическое кладбище в Калвер-Сити, Калифорния, США, находящееся в ведении архиепархии Лос-Анджелеса.

## Описание
Кладбище было открыто в 1939 году на холмистой местности бывшего ранчо Ла Баллона площадью 81 га архиепархией Лос-Анджелеса. Изначально разрешалось устанавливать только плоские надгробные плиты, а памятники и склепы были под запретом. В 1954 году в юго-западной части кладбища японско-американским ландшафтным дизайнером и строителем Рёзо Ф. Кадо был сооружён грот с искусственными пещерами, водопадами, садом камней и статуями Девы Марии. В дальнейшем участок рядом с гротом использовался для захоронения многих знаменитостей — актёров, режиссёров и других представителей шоу-бизнеса.
Одной из первых звёзд, похороненных здесь, был Бела Лугоши, прославившийся ролью Дракулы. После похорон его могила стала своеобразным центром притяжения поклонников мрачных субкультур. В 1990 году рок-группа группа «The Cramps» подписала на могиле актёра контракт с «Enigma Records». Среди других знаменитостей, похороненных на кладбище — Рита Хейворт, Мэри Астор, Шарль Буайе, Шерон Тейт, Джеки Куган, Бинг Кросби, Джон Форд, Лоретта Янг.
В настоящее время кладбище открыто для публичного посещения.